# Дволопатник
Дволопатник (Diplophyllum) — рід печіночників родини лопатинкових (Scapaniaceae). Рід космополітичний.

## Опис
Це дрібні та середні мохи з розпростертими стеблами та дволопатевими (назва), кілюватими листками. Язикоподібні нижні частки листя розташовані приблизно під прямим кутом до стебла і в два-чотири рази довші за верхні частки. 

## Види
Рід містить такі види:
1. Diplophyllum africanum S.W.Arnell
2. Diplophyllum albicans (L.) Dumort.
3. Diplophyllum andicola R.M.Schust.
4. Diplophyllum andrewsii A.Evans
5. Diplophyllum androgynum J.J.Engel & G.L.Merr.
6. Diplophyllum angustifolium J.J.Engel & G.L.Merr.
7. Diplophyllum apiculatum (A.Evans) Steph.
8. Diplophyllum dioicum R.M.Schust.
9. Diplophyllum exiguum Steph.
10. Diplophyllum gemmiparum J.J.Engel & G.L.Merr.
11. Diplophyllum incrassatum J.J.Engel & G.L.Merr.
12. Diplophyllum kinabaluense Furuki & Suleiman
13. Diplophyllum nanum Herzog
14. Diplophyllum novum J.J.Engel & G.L.Merr.
15. Diplophyllum obtusatum (R.M.Schust.) R.M.Schust.
16. Diplophyllum obtusifolium (Hook.) Dumort.
17. Diplophyllum purpurascens Bakalin & Vilnet
18. Diplophyllum recurvifolium C.Massal.
19. Diplophyllum serrulatum (Müll.Frib.) Steph.
20. Diplophyllum sibiricum Vilnet & Bakalin
21. Diplophyllum squarrosum Steph.
22. Diplophyllum taxifolium (Wahlenb.) Dumort.
23. Diplophyllum trollii Grolle
24. Diplophyllum verrucosum R.M.Schust.